# هوغو سوتو (ممثل)
هوغو سوتو (بالإسبانية: Hugo Soto)‏ هو رسام وممثل أرجنتيني، ولد في 15 يناير 1953، وتوفي في 2 أغسطس 1994.

## وصلات خارجية
- هوغو سوتو على موقع IMDb (الإنجليزية)
- هوغو سوتو على موقع قاعدة بيانات الفيلم (الإنجليزية)